# Johann Brunnemann

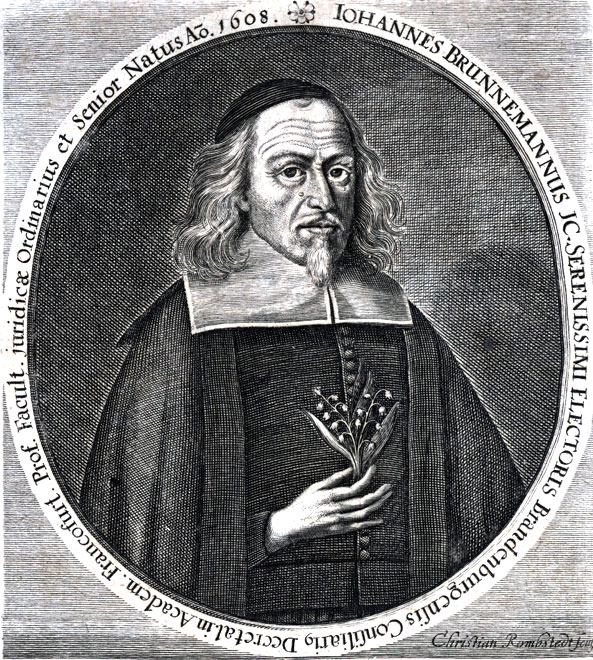
Johann Brunnemann, Druck von Christian Romstet

Johann Brunnemann (* 7. April 1608 in Cölln; † 15. Dezember 1672 in Frankfurt (Oder)) war ein deutscher Jurist.

## Leben
Brunnemann war der Sohn des Pastors Mag. Hieronymus Brunnemann (* 1563 in Berlin; † 28. Mai 1631 ebd.) und dessen Frau Catharina Berlin. Er studierte von Februar 1627 bis 1630 an der Universität Wittenberg Theologie und Philosophie. Nachdem er im Wintersemester 1628 den akademischen Grad eines Magisters erworben hatte, erhielt er am 5. Dezember 1629 die Vorleseerlaubnis für Hochschulen als Magister Legens, flüchtete aber 1630 wegen der in Wittenberg grassierenden Pest wieder nach Berlin. Am 4. Februar 1632 wechselte er an die Brandenburgische Universität Frankfurt. Am 13. April 1632 wurde er Adjunkt der Hohen Philosophischen Fakultät und erhielt am 12. April 1636 eine ordentliche Professur für Logik. Sich dem Theologiestudium widmend erkannte er, dass er hierfür nicht geeignet war.
Er wandte sich dem Studium der Rechtswissenschaften zu, erwarb sich am 11. Oktober 1637 das Lizentiat und promovierte am 10. Januar 1638 zum Doktor der Rechtswissenschaften. 1640 erhielt er eine Professur der Instituten an der Juristenfakultät, 1645 übernahm er die Vorlesungen über die Pandekten, 1646 die des Codexes, 1653 der Decretalen und übernahm damit am 8. Oktober 1653 das Ordinat der Juristenfakultät. 1664 wurde er kurbrandenburgischer Rat und hatte zeit seines Lebens mit Benedict Carpzov Auseinandersetzungen. Diese drückten sich in einer Flut von Streitschriften aus, die auch lange nach seinem Tode veröffentlicht wurden. Zudem beteiligte sich Brunnemann auch an den organisatorischen Aufgaben der Viadrina. So war er Dekan der juristischen Fakultät und in den Wintersemestern 1638, 1649, 1655 sowie 1669 Rektor der Alma Mater. Er gilt als einer der frühen Vertreter des Usus modernus pandectarum.
Brunnemann war 1637 mit Eva Sabina Coldebach (Coldebaz), der Tochter des Professors Matthaeus Coldebach (Coldebacius) und dessen Frau Sabina Chemnitz, verheiratet. Aus der Ehe kennt man die Kinder Johann Brunnemann (* 27. April 1638 in Frankfurt/Oder; † 22. Juni 1664 in Leipzig), den Advokaten am Hofgericht in Stargard Paul Christian Brunnemann, Maria Katherina Brunnemann (* 25. Januar 1660 in Frankfurt/Oder; † 14. Juni 1682 ebd.) verheiratete sich 1681 mit Dr. jur. Joachim Hoppe (* 5. März 1656 in Putlitz; † 4. Februar 1712 in Danzig), und Anna Sabina Brunnemann (* 3. Oktober 1645 in Frankfurt/Oder; † 26. Januar 1677 ebd.) verheiratete sich am 19. März 1666 mit Samuel Stryk. Der Jurist Jakob Brunnemann (* 1674; † 1735), zuletzt Direktor des Schöppenstuhls zu Stargard, war sein Neffe.

## Werke (Auswahl)

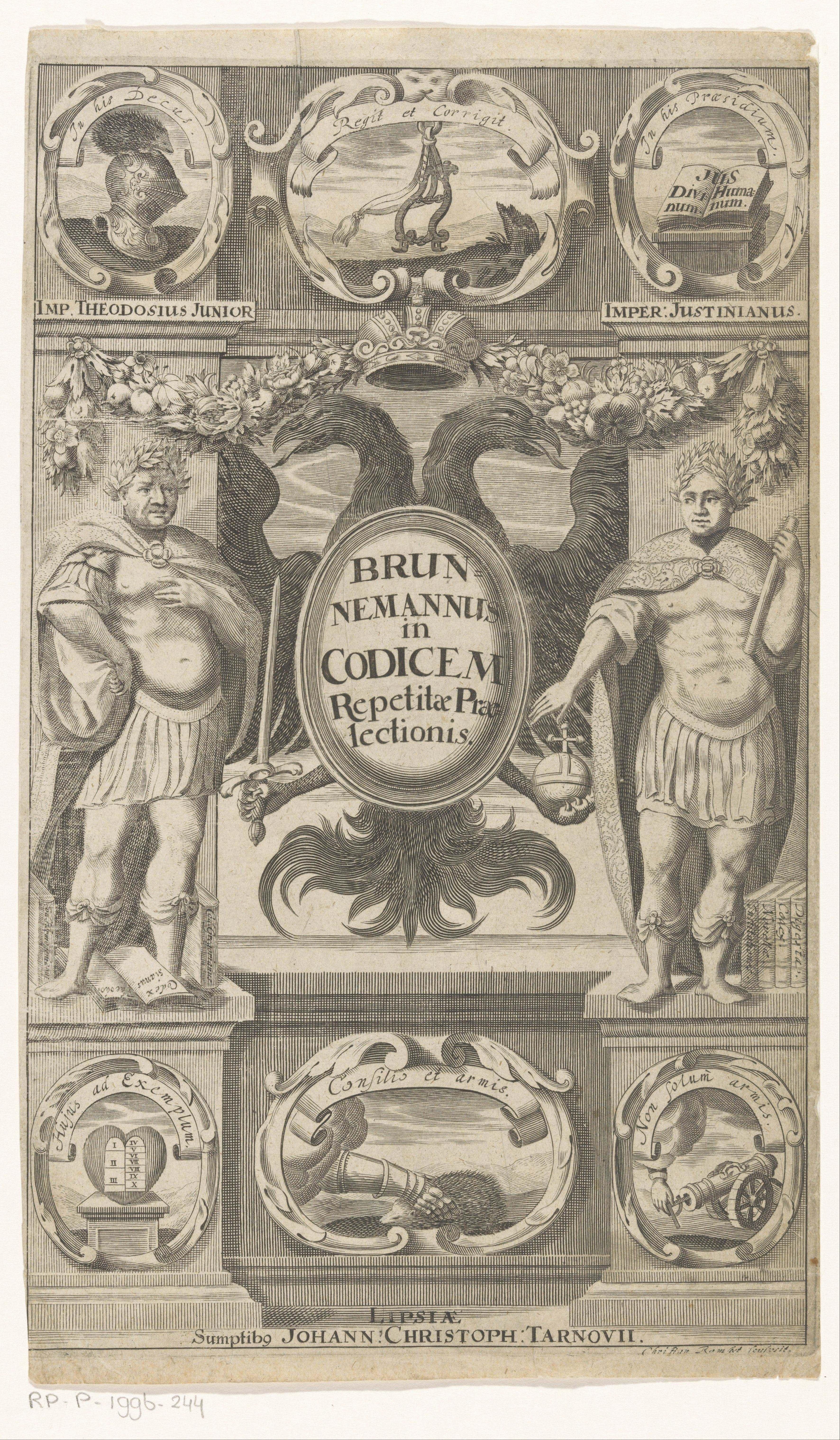
Johann Brunnemann. Commentarius in duodecim libros codicis Justinianei. Johann Christoph Tarnovus, Leipzig 1672.

- Commentarius in duodecim libros codicis Justinianei: quo singulae leges et authenticae breviter & succinctè explicantur, quaestiones in academiis & foro frequentatae resolvuntur, axiomata ab interpretibus subinde proposita examinantur, & alia ex ipsis textibus notabilia eruuntur, quaeque aliàs ad analysin pertinent, per compendium quasi traduntur, opus theoretico-practicum, cui accessit index rerum et verborum locupletissimus. Riesen, Leipzig 1663. (Digitalisat) Mehrfach aufgelegt.
- Commentarius in quinquaginta libros Pandectarum. 2 Bände. 1670. (Digitalisat der Ausg. Thenet, Leiden 1714, Band 1), (Band 2) Mehrfach aufgelegt.
- Tractatus juridicus de inquisitionis processu, Tractatus juridicus de processu fori legitime instituendo et abbreviando, litigiorumque anfractibus præscindendis, ex jure communi, ordinationibus judiciorum & nuperrimo recessu imperii, editus. 1647. (Digitalisat der Ausg. Fincel, Frankfurt an der Oder 1666)
- Tractatus Juridicus De Processu Fori Legitime Instituendo Et Abbreviando Litigiorumque Anfractibus Praescindensis ; ex iure communi, ordinationibus judiciorum&nuperrimo recessu imperii editus. 1659. (Digitalisat der Ausg. Fincel, Wittenberg 1672)
- Decisionum centuriae V. In quibus casus rariores facultati juridicae Francofurtanae oblati breviter et nervose subjectis rationibus praecipuis deciduntur. Hrsg. Samuel Stryk. 1674.
- Consilia sive responsa academica. Hrsg. Samuel Stryk. 1677.
- De jure ecclesiastico tractatus posthumus. Hrsg. Samuel Stryk. 1681.